# Amděrma
Amděrma (rusky Амдерма) je osada v Zapolárním okrese Něneckého autonomního okruhu Ruské federace. Nachází se v ruském hraničním pásu. V roce 2023 zde žilo 444 obyvatel.

## Etymologie
Název osady je z něneckého jazyka a znamená v překladu „mroží hnízdiště“.

## Geografie
Amděrma se nachází na pobřeží Karského moře, východně od průlivu Jugorskij Šar na Jugorském poloostrově. Vzdálenost od správního střediska Narjan-Mar je 420 km. Nejbližší železniční stanice je ve Vorkutě, 270 km daleko.
Osada je za polárním kruhem v evropské části Ruska. Polární den zde trvá od 20. května do 30. července, polární noc je zde od 27. listopadu do 16. ledna.
Nedaleko od osady protéká řeka Amděrma.

### Podnebí
Klima je zde arktické, zimu zmírňuje Karské moře, zároveň jsou zde mrazy i pod −40 °C. Do vesnice často zasahují atlantické vzduchové hmoty, které v zimě přináší tání. Léta jsou zde chladná, teplé dny jsou velmi vzácné. Zima v průměru trvá od konce září do poloviny května.

## Historie
Amděrma byla založena v červenci 1933 v souvislosti se zahájením výstavby dolu na těžbu kazivce, jehož ložisko bylo objeveno v roce 1932 průzkumnou expedicí vedenou Pjotrem Alexandrovičem Šrubkem. Organizátorem výstavby osady a dolu na těžbu kazivce byl důlní inženýr Jevgenij Sergejevič Livanov, toho času politický vězen z blízkého pracovního tábora. Těžba kazivce (suroviny pro metalurgii, optiku a keramický průmysl) v Amděrmě umožnila SSSR přestat tuto surovinu dovážet.
V roce 1936 se Amděrma stala sídlem městského typu. Po skončení druhé světové války byla nalezena nová ložiska kazivce, která se ukázala mnohem výnosnější, proto byl důl v Amděrmě uzavřen. Osada se ale i nadále rozvíjela a to jako základna pro rozvoj Arktidy.
Na letišti v Amděrmě byl od 28. srpna 1956 do 25. října 1993 umístěn 72. gardový stíhací pluk, který měl zabraňovat a nebo alespoň narušovat průzkumné lety NATO nad Karským mořem. Personál pluku byl velmi vytížen zejména v 80. letech, např. v roce 1987 musela letadla vzlétnout kvůli narušení vzdušného prostoru 203krát.
V 60. letech 20. století probíhala aktivní výstavba. Bylo postaveno nové přístavní molo, nové budovy pro letiště, poštu, nemocnici a mateřskou školku. Stavěli se komfortní několikapatrové bytové domy. V roce 1965 byla postavena třípatrová základní škola pro 840 žáků. V roce 1969 žilo v obci 2 900 obyvatel. Maximálního počtu obyvatel dosáhla Amděrma roku 1989, kdy zde žilo 5 100 lidí.
V 80. letech byla těžba kazivce v Amděrmě obnovena, ale v 90. letech byla opět ukončena pro nerentabilnost. V 90. letech prudce klesl počet obyvatel osady. V roce 1998 zde žilo 1 900 lidí, v roce 2002 již jen 650 obyvatel a v roce 2011 556 lidí.
Roku 2013 proběhlo čištění pobřeží osady z moře bylo vyzdviženo 10 potopených lodí a poničené kotviště pro pontony. V roce 2015 byl Amděrmě odebrán status sídla městského typu a stala se venkovskou osadou.
V blízké budoucnosti se počítá s Amděrmou jako základnou pro rozvoj ropných a plynových polí v severní části Timano-Pečorské oblasti.
V roce 2016 bylo rozhodnuto, že do roku 2020 bude v Amděrmě vystavena vojenská základna, která byla opuštěna v roce 1993. V roce 2020 žádná vojenská základna v Amděrmě ještě nestála.
V únoru 2024 došlo k uzavření letiště.

## Přístav
V Amděrmě se nachází námořní přístav, který je funguje pouze během letního plavebního období od června do listopadu. Do přístavu mohou vplouvat pouze remorkéry a čluny s vlastním pohonem a ponorem ne větším než 2–3 metry. Přístav má kryté sklady o rozloze 2000 m², otevřená plocha 6700 m².
V roce 2014 zůstal přístav po celý rok uzavřen a nepřijímal žádné lodě.

## Letiště
V Amděrmě bylo od roku 1956 civilní regionální letiště, které až do roku 1993 bylo vojenským letištěm.
Dvakrát měsíčně společnost Smartavia provozovala lety letadlem Antonov An-24 na trase Archangelsk – Narjan-Mar – Amděrma a také dvakrát měsíčně lety letadlem Antonov AN-2 z Narjan-Maru. Dvakrát týdně (ve středu a v sobotu) byl letecký provoz zajišťován vrtulníky Mil MI-8.
Letiště bylo uzavřeno v únoru 2024, protože Federální agentura pro leteckou dopravu neměla dostatek rozpočtových prostředků na údržbu a rozvoj malých regionálních letišť v arktických regionech. Nejbližší letiště se nyní nachází ve Vorkutě, 272 km daleko od Amděrmy.

## Galerie

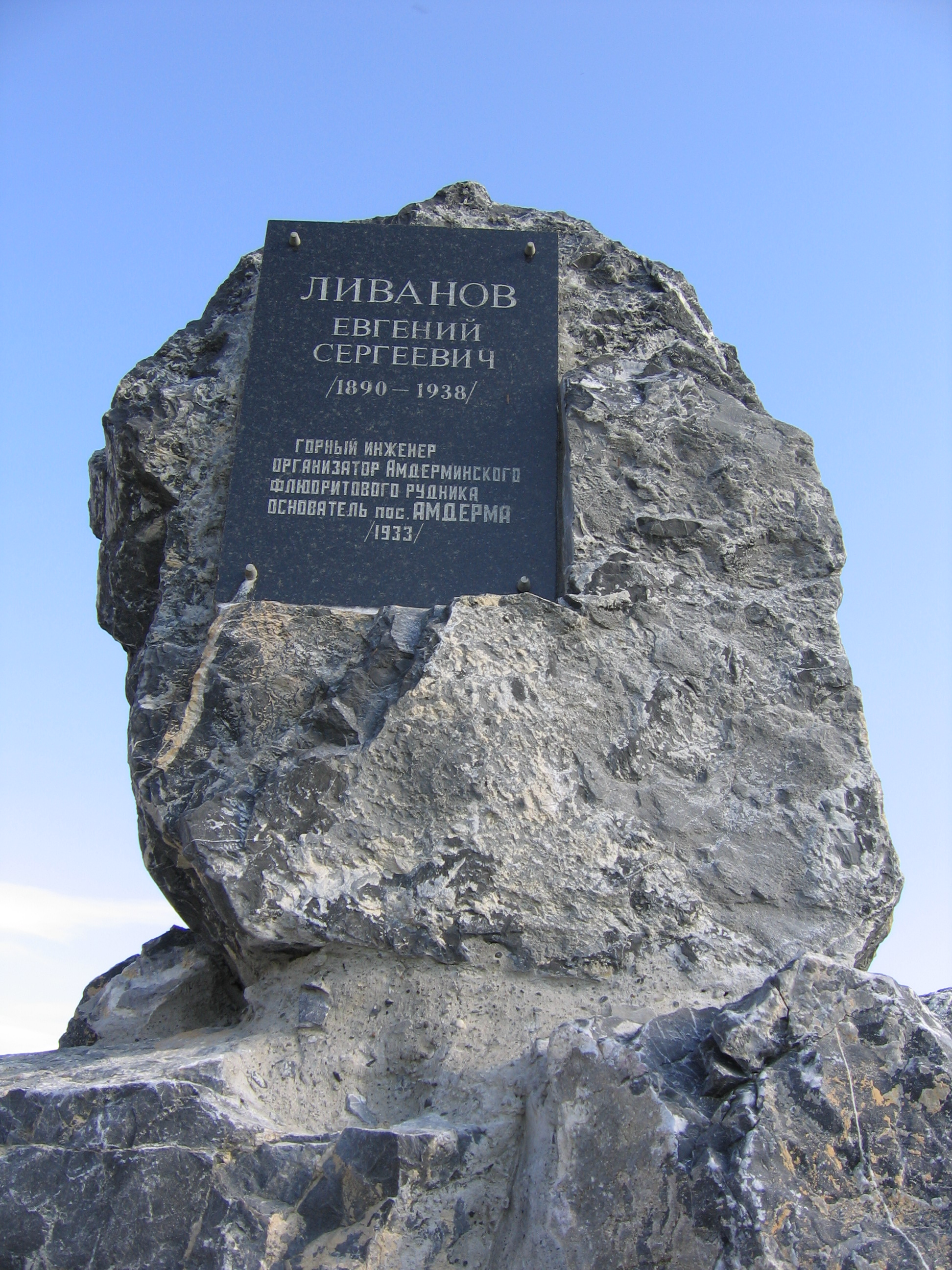
Památník Jevgenije Livanova, zakladatele osady
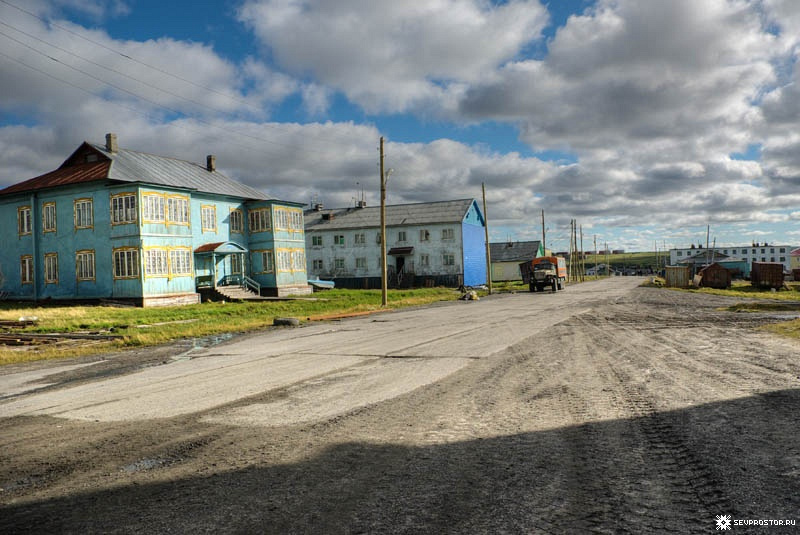
Centrální ulice Amděrmy (rok 2020)
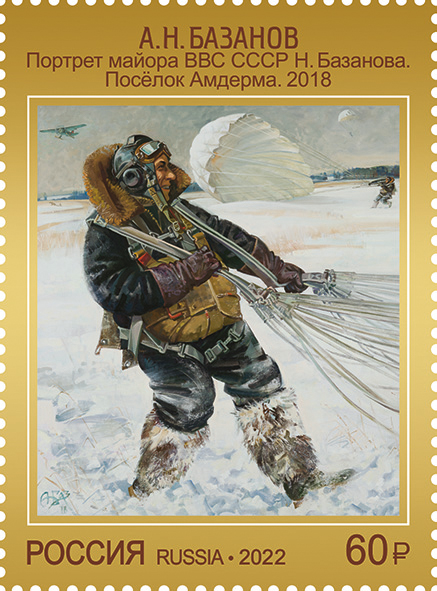
Ruská poštovní známka s majorem Bazanovem v Amděrmě (2022)